# Rasmusmose
Rasmusmose er et vådområde som ligger mellem Tranholm og Aslund Skov, i Vester Hassing Sogn nord for Vester Hassing. Mosen har tidligere været benyttet til tørvegravning.
|  | Denne artikel om lokaliteten Rasmusmose kan blive bedre, hvis der indsættes et (bedre) billede. Du kan hjælpe ved at afsøge Wikimedia Commons for et passende billede eller lægge et op på Wikimedia Commons med en af de tilladte licenser og indsætte det i artiklen. |

57°5′59″N 10°8′12.5″Ø / 57.09972°N 10.136806°Ø